# Tunguzok

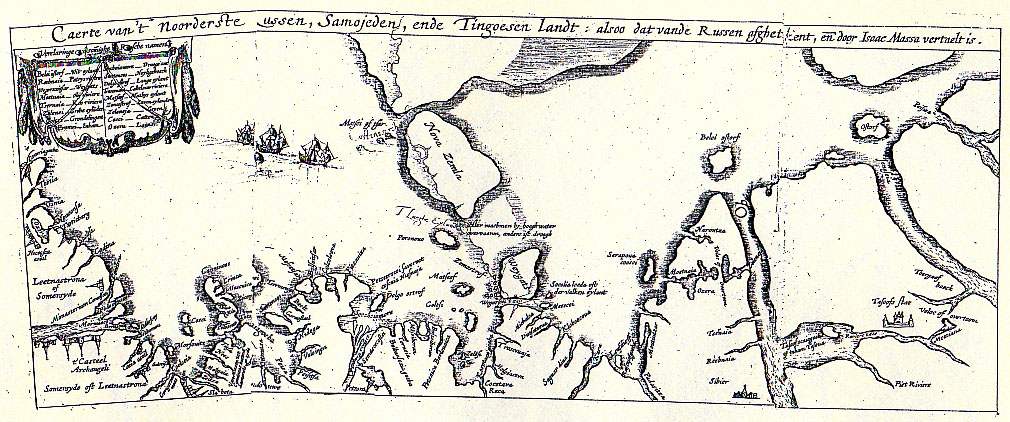

A tunguzok a tunguz népek vagy tunguz nyelvek (vagy mandzsu-tunguz nyelvek) beszélői által alkotott etnolingvisztikai csoport. Szibériában, Kínában és Mongóliában őshonosak. A tunguz nyelvcsalád két fő ágra, az északi (eweni-udegéd) és a déli (jurcheni-naja) tunguz nyelvcsaládra oszlik.

## Nevük eredete
A tunguz elnevezés mesterséges, és helyesen csak a nyelvcsaládra (tunguz nyelvek) utal. A név az orosz tunguz (Тунгус) szóból származik, amely az ekevenek (evenkik) orosz exonimája. A tungusic angol használatát még az 1850-es években Friedrich Max Müller vezette be, Heinrich Julius Klaproth a korábbi német Tungusik használata alapján. A mandzsu-tunguz kifejezés alternatívája is használatos (Тунгусо-маньчжурские 'Tunguso-Manchurian').
A Tunguszka elnevezés Kelet-Szibériának nyugaton a Tunguszka-folyók, keleten pedig a Csendes-óceán által határolt régiója, a tunguzok (ekevenek) népétől ered. Az orosz tunguz valószínűleg a kelet-török tunguz (szó szerint 'vaddisznó, vaddisznó', az ótörök tonguzból) származéka, egyes tudósok azonban inkább a kínai Donghu (東胡, 'keleti barbárok', vö. tonggu 通古 'tunguzok') szóból való levezetést részesítik előnyben.

## Történetük

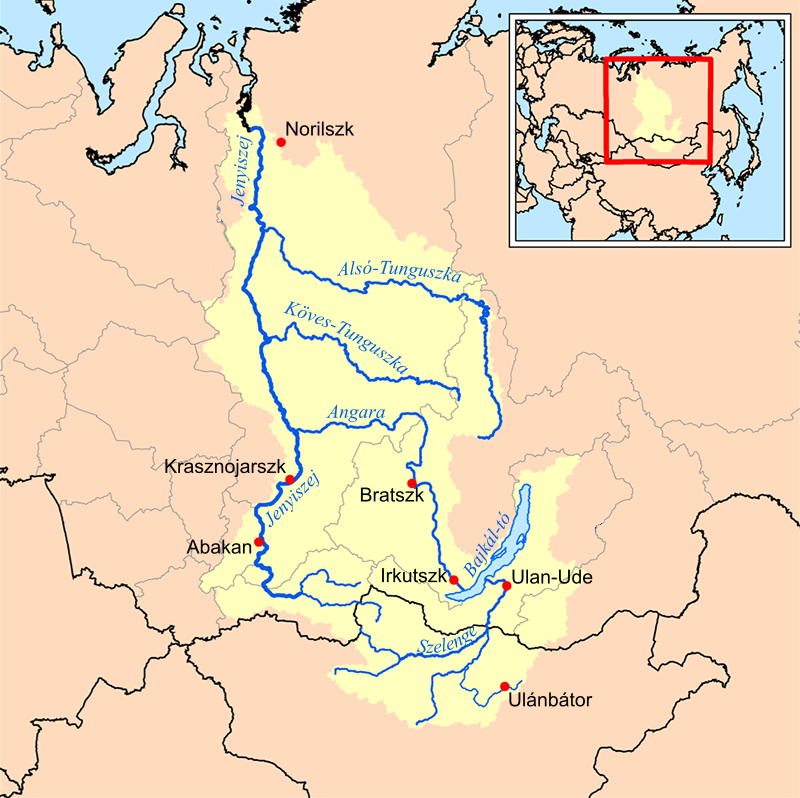

Az általános feltételezések szerint a tunguzok őshazája Északkelet-Mandzsúriában, valahol az Amur folyó vidékén van. Az Ulcsi körzetből gyűjtött genetikai bizonyítékok a terjeszkedést Kr. e. 3500 előtti időpontra valószínűsítik.
A tunguzok szibériai terjeszkedése kiszorította az őshonos szibériai nyelveket, amelyeket ma a paleoszibériai nyelvek kifejezés alatt csoportosítanak. Több elmélet szerint a Közép-, Kelet- és Délkelet-Európában található Avar Kaganátus pannoniai avarjai tunguz eredetűek vagy részben tunguz eredetűek voltak (mint uralkodó osztály).
Az Amur folyó mentén élő tunguzok, mint az Udeghe, Ulchi és Nanai, kínai hatásokat vettek át vallásukban és öltözködésükben: kínai sárkányok a szertartási köntösökön, tekercs és spirál madár- és szörnymaszk minták, kínai újév, selyem és pamut használata, vas főzőedények és Kínából származó fűtött házak.
A mandzsu eredetileg Mandzsúriából származott, amely ma Északkelet-Kína és az orosz Távol-Kelet. A Csing-dinasztia 17. századi mandzsu megalapítását követően szinte teljesen beolvadtak Kína etnikai han lakosságának nyelvébe és kultúrájába.
A déli tunguz mandzsu földművelő, ülő életmód nagyon különbözött az északabbra élő tunguz rokonaik, például a varka nomád, vadászó-gyűjtögető, gyűjtögető életmódjától, ami miatt a Csing állam megpróbálta őket a mandzsukhoz hasonlóan földművelésre bírni.
A 17. század folyamán az Orosz Cárság kelet felé terjeszkedett Szibérián át, és a tunguz nyelvű területekre, ami korai határcsatározásokhoz vezetett a kínai Csing-dinasztiával, ami az 1689-es Nyercsinszki szerződéshez vezetett. Az első közzétett leírást a tunguz népről, amely Oroszországon túlra, Európa többi részébe is eljutott, Isaac Massa holland utazó tette közzé 1612-ben. Moszkvai tartózkodása után orosz jelentésekből származó információkat adott tovább.

## Etnikai csoportok
A nyugati határt alkotó tunguzok folyók
A „tunguz” (mandzsu-tunguz) népeknek két fő ága: északi és déli ága van.
A déli ágat a mandzsu (történelmileg dzurcsen) uralja. A Csing császárok mandzsu császárok voltak, és a mandzsu csoport nagyrészt szinizálódott (a mandzsu nyelv morbid, 2007-ben 20 anyanyelvi beszélőt tartottak számon).
A szibék valószínűleg a (mongol) sziwei egy tunguz nyelvű része voltak, és a terjeszkedő mandzsu (dzurcsen) hódította meg őket. Nyelvük kölcsönösen érthető a mandzsu nyelvvel. A nanai (goldi) szintén a dzurcsenektől származnak. Az Orok (Ulta) a Nanai egyik leszármazottja. A nanaiakkal szorosan rokon kisebb csoportok az ulch, az orok és az udege. Az Udegék az Orosz Föderációban a Primorszki és a Habarovszki területen élnek.
Az északi ágat többnyire az evenkek (ewenki) és az evensek szorosan rokon népcsoportjai alkotják. (Az ewenkeket és az evenseket „evens” néven is csoportosítják. Etnonimáikat csak a különböző utótagok különböztetik meg -n az even és -nkī az evenkī esetében; endonimikusan még ugyanazt a melléknevet is használják magukra - ǝwǝdī, ami az even nyelvben „even”, az evenkī nyelvben pedig „evenkī”). Az ekevenek Oroszország Evenki Autonóm Körzetében élnek, emellett Kelet-Szibéria számos részén, különösen a Szahai Köztársaságban. Az evenek nyelvileg és kulturálisan nagyon közeli rokonságban állnak az evenekkel, és szintén Kelet-Szibéria különböző részein élnek. Az orosz népszámlálás szerint magukat eveneknek minősítő emberek Kelet-Szibéria nyugati és déli részén élnek, míg a magukat evenseknek minősítő emberek inkább kelet és észak felé tartanak.

## Populációs genomika
A legtöbb tunguz nép, a mongol népekkel együtt, 2 ősforrás keveréke. Az egyik forrás a neolitikus Sárga-folyómedencei földművesektől származik, míg a másik forrás a hlai, tibeti és neolitikus Amur-folyómedencei népekkel áll rokonságban.
Korábbi tanulmányok a tunguz, mongol, türk, koreai és japoni népek lehetséges közös ősei mellett érveltek az északkelet-kínai neolitikus földművelő társadalmakon keresztül (pl. a Liao civilizáció), mint a hipotetikus altaji nyelvcsalád részeként. A legújabb adatok azonban ellentmondanak ennek, mert míg a „makro-altaji” koreaiak és japánok között nyugati Liao-folyami ősöket találtak, addig a „mikro-altaji” tunguz és mongol népességek között ez hiányzott.
A mandzsu, a legnagyobb tunguz nyelvű népesség, a többi tunguz néphez képest fokozott genetikai rokonságot mutat a han kínaiakkal és a koreaiakkal. A mandzsu tehát kivételt képeztek a tunguz nyelvű népek összefüggő genetikai struktúrája alól, ami valószínűleg az elmúlt néhány száz év nagyarányú népvándorlásainak és a han kínaiakkal való genetikai keveredésnek köszönhető.

## Apai haplocsoportok
A tunguz népek elsősorban az ősi északkelet-ázsiaiakhoz kapcsolódó apai haplocsoportokat és nagy rokonságot mutatnak a mongol, valamint más északkelet-ázsiai népekkel. Elsősorban a C-M217 kládhoz és annak szubkládjaihoz kapcsolódó haplocsoportjuk van.
A másik domináns haplocsoport az N-M231-es haplocsoport, amely a Liao folyó mentén élő neolitikus északkelet-ázsiai társadalmakban fordult elő, és elterjedt egész Szibériában. Kivételt képeznek a modern mandzsu emberek, akiknél az O-M122-es haplocsoport gyakoribb.

## Anyai haplocsoportok
A tunguz népek anyai haplocsoportjai elsősorban más északkelet-ázsiai népekkel közösek. Úgy tűnik, hogy az anyai haplocsoportok sokfélesége tükrözi egyrészt az Ohotszki-tenger körül élő népekkel (korjakok, nivkhok, Ainuk stb.), másrészt a Közép-Ázsiában élő népekkel (iráni, türk, mongol népek) való bizonyos mértékű génáramlást.

## Képek

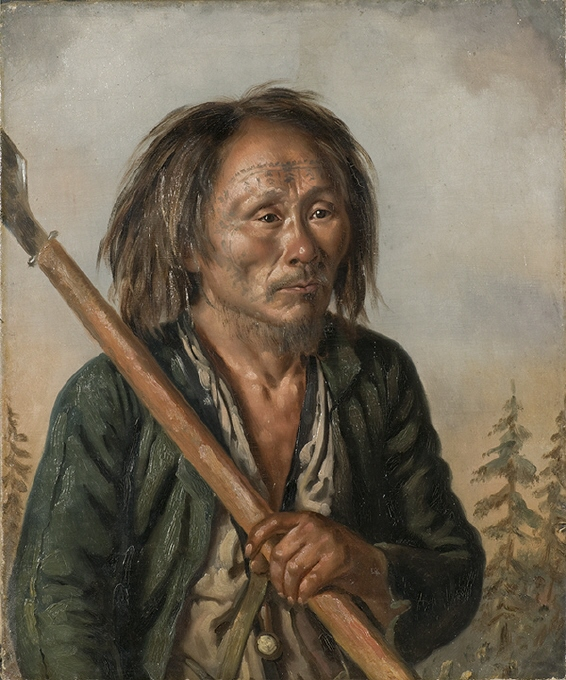
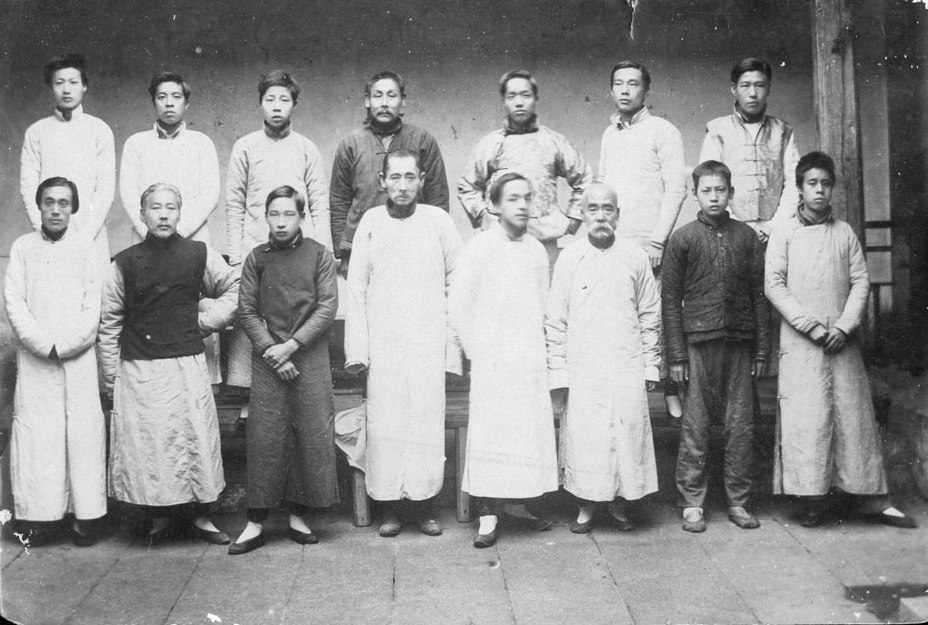
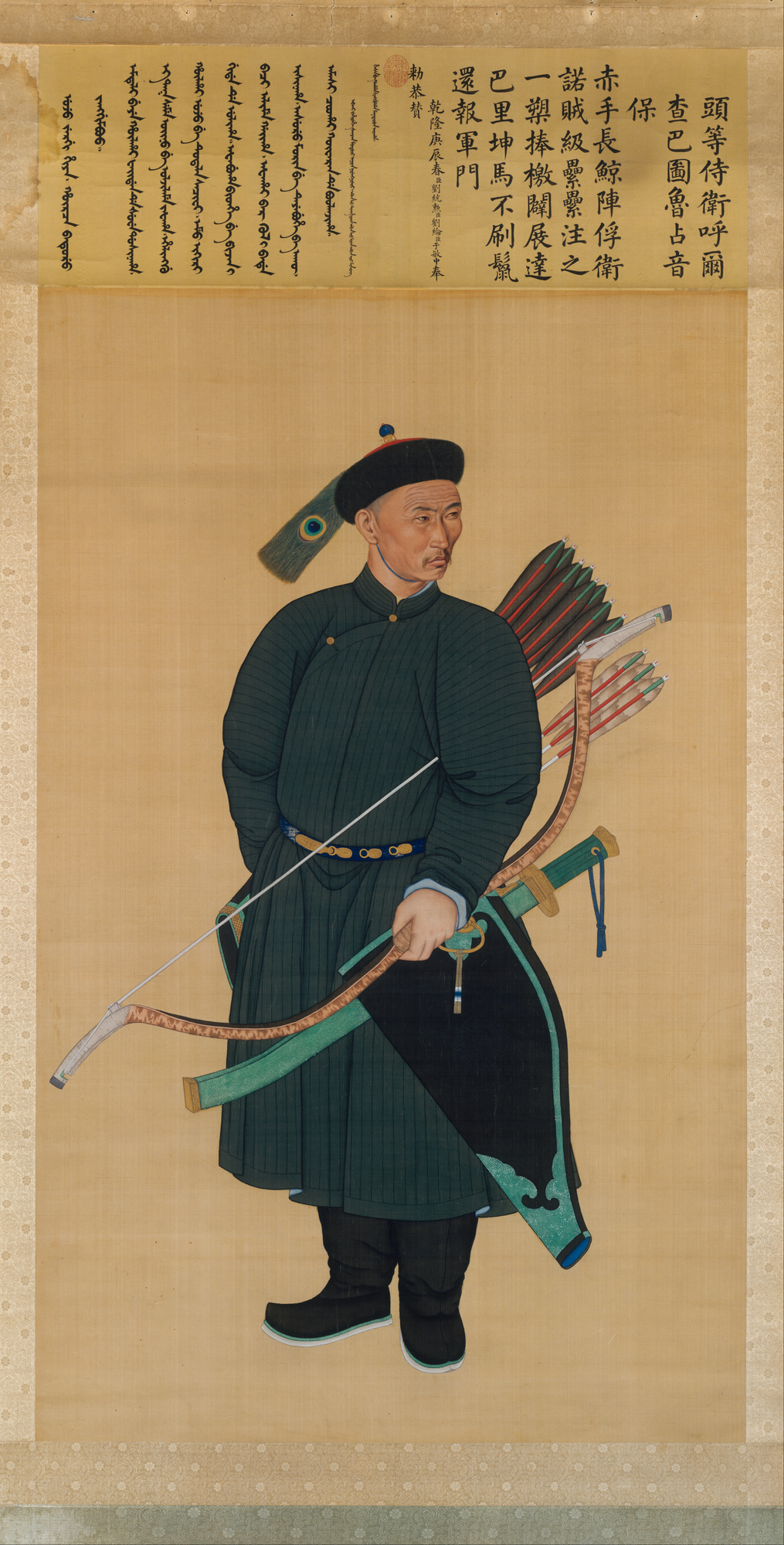
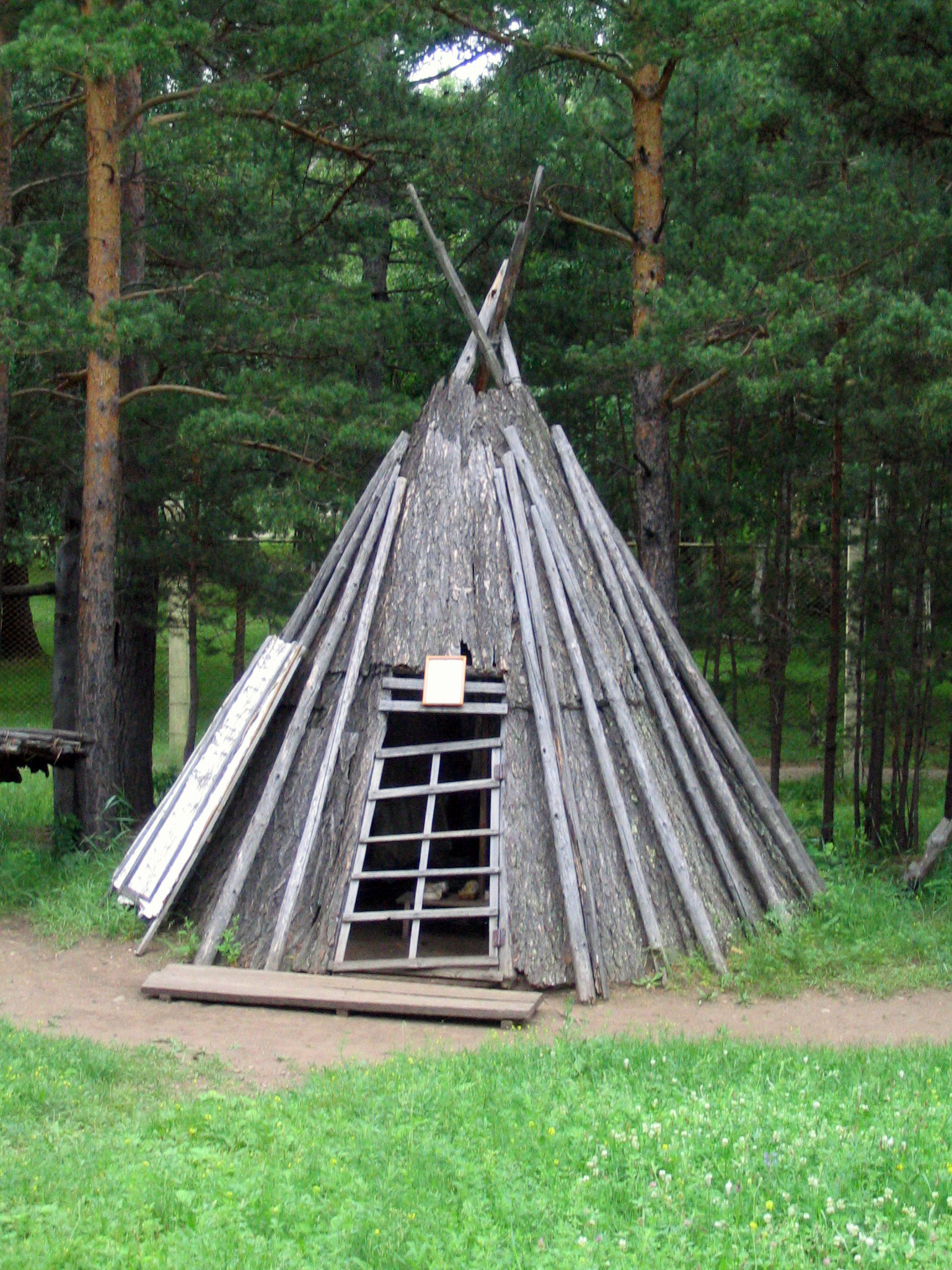
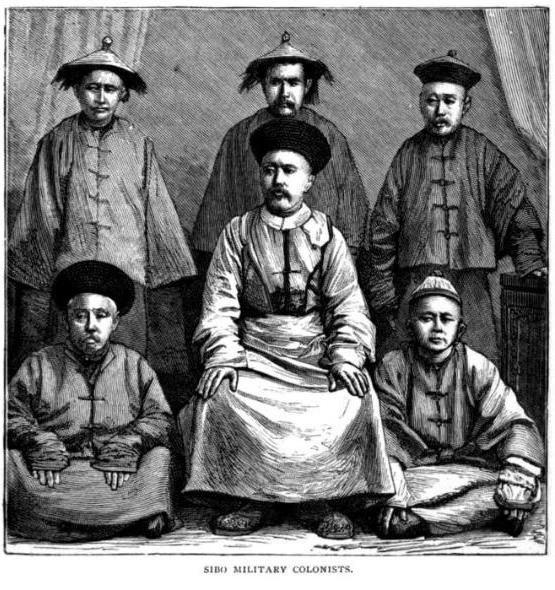
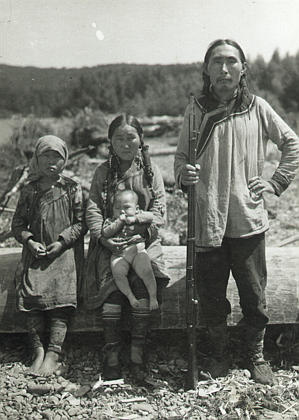
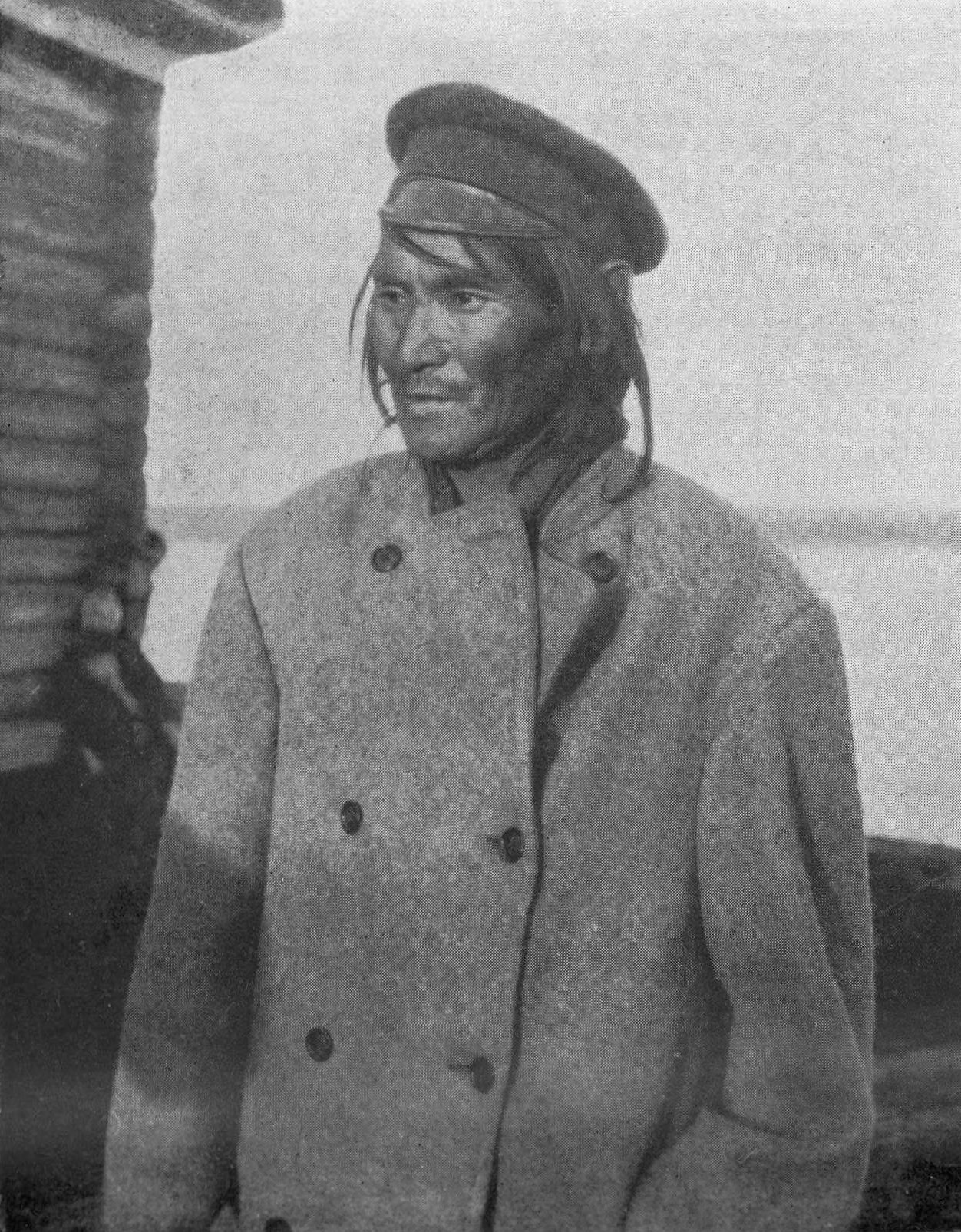
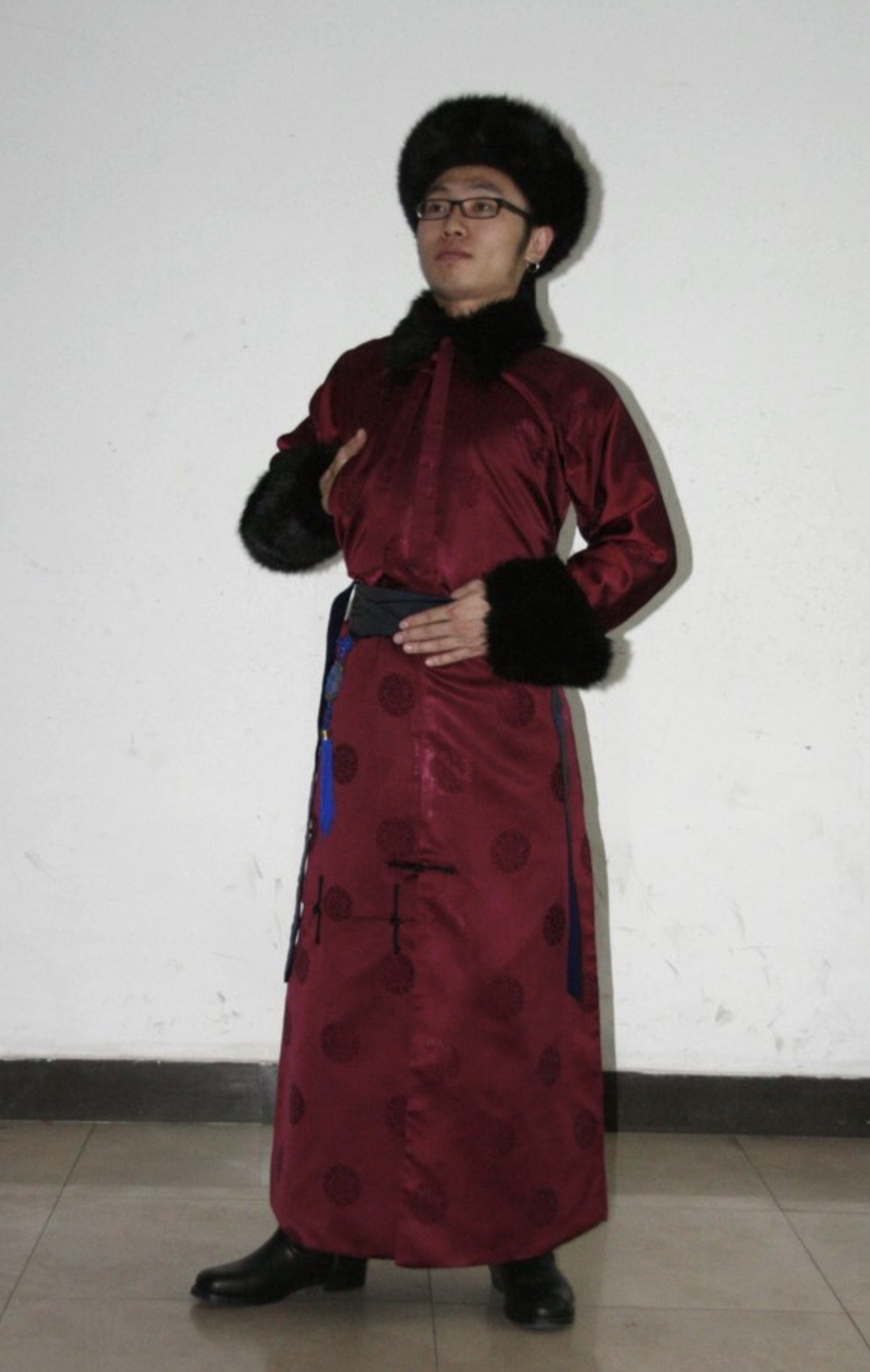

## Fordítás
Ez a szócikk részben vagy egészben  a   Tunguz című angol Wikipédia-szócikk fordításán alapul.  Az eredeti cikk szerkesztőit annak laptörténete sorolja fel. Ez a jelzés csupán a megfogalmazás eredetét és a szerzői jogokat jelzi, nem szolgál a cikkben szereplő információk forrásmegjelöléseként.